# Manuel Azaña

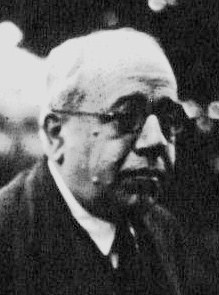
Manuel Azaña (1932)

Manuel Azaña y Díaz (* 10. Januar 1880 in Alcalá de Henares; † 3. November 1940 in Montauban, Frankreich) war vom Mai 1936 bis zum April 1939 der zweite und letzte Präsident der Zweiten Spanischen Republik. Zuvor bekleidete er von April bis Juni 1931 in der provisorischen Regierung nach Ausrufung der Republik das Amt des Kriegsministers. Von Juni 1931 bis zum September 1933 sowie von Februar bis Mai 1936 stand er der Regierung als Premierminister vor.

## Leben

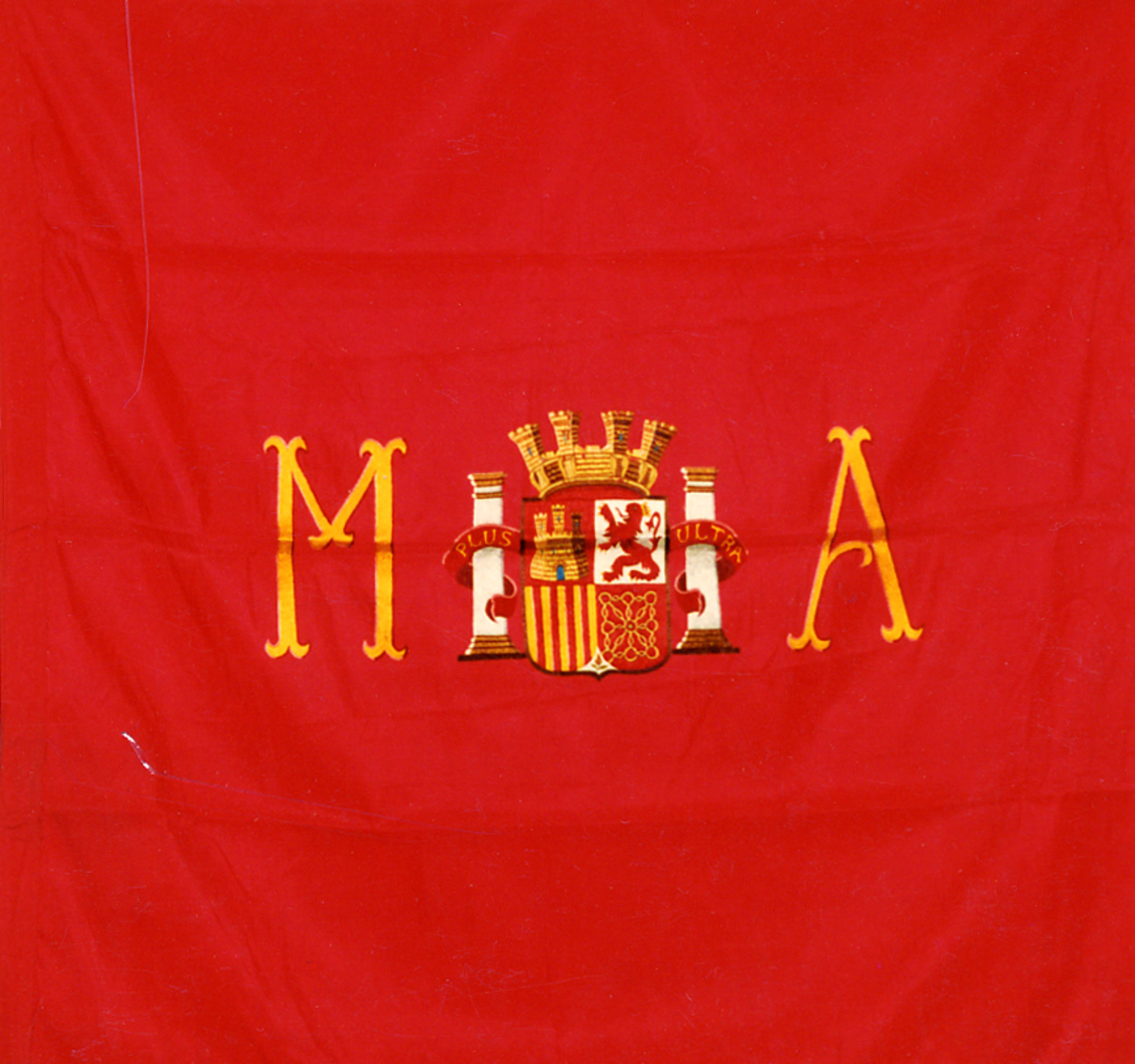
Präsidentenstandarte von Manuel Azaña

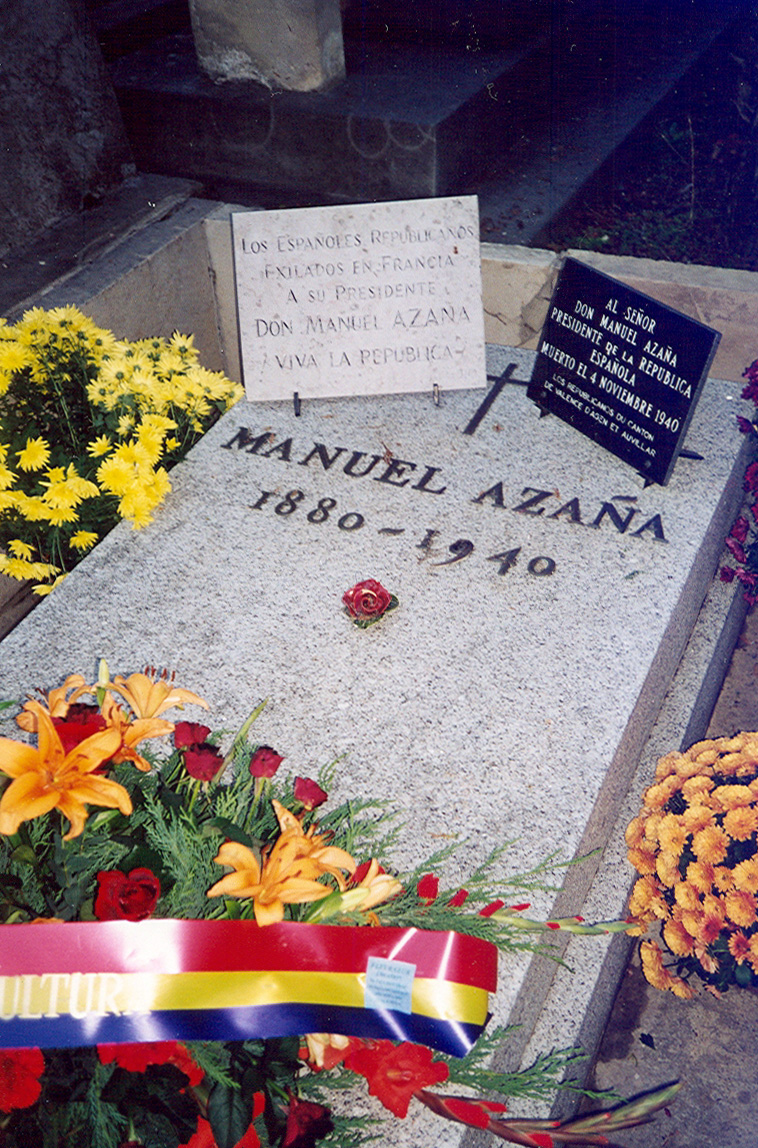
Grab Azañas in Montauban

Der einer reichen Familie entstammende Azaña wurde bereits früh zur Waise. Im Zuge seiner streng augustinischen Erziehung im Kolleg im Escorial verlor er späteren Bekundungen nach seinen christlichen Glauben. Er wandte sich der Jurisprudenz zu, schloss 1897 sein Studium an der Universität Saragossa ab, wurde Rechtsanwalt und promovierte im Jahr 1900 an der Universität Complutense Madrid. Als Beamter erreichte er 1909 einen höheren Posten im Zentralstandesamt.
Der alleinstehende Azaña galt als bürgerlicher Intellektueller. Er schrieb in seiner Freizeit, übersetzte Stendhal und Bertrand Russell, und publizierte in Zeitungen wie El Imparcial und El Sol. Hierzu mag ihn – wie der Historiker Hugh Thomas ausführt – aufgrund seines unvorteilhaften Äußeren auch Schüchternheit gebracht haben, die ihn zu unablässiger Selbstbespiegelung führte, aber auch geistige Reserven schuf, die ihn schließlich an die Staatsspitze brachten. In einem anderen Land wäre Azaña vermutlich Schriftsteller geworden; in Spanien, einem der politisch instabilsten Länder Europas, trieb es ihn zur Politik.
Nach zweimaliger erfolgloser Kandidatur für den Posten des Statthalters der Provinz Toledo gründete er 1926 zusammen mit José Giral die Partei Acción Republicana, die von Diktator Miguel Primo de Rivera verboten wurde. Später nahm er am Pakt von San Sebastián teil, der im April 1931 nach der Abdankung Alfons’ XIII. zur Keimzelle der späteren Zweiten Republik werden sollte.
In der Provisorischen Regierung wurde Azaña zum Kriegsminister ernannt. Im Oktober 1931 nahm er den Platz des Premierministers ein, wo er die Reformen seiner Mitte-links-Koalition umsetzte. Dazu gehörten die Armeereform, die zum einen die aufgeblähte Armee verkleinerte und den Offizieren den Treueeid auf die Republik abverlangte; eine Bodenreform, die die Situation überschuldeter Kleinstpächter in Andalusien verbessern sollte; eine Schulreform, die die Ordensschulen zugunsten staatlicher Schulen abschaffte und das Verbot aller geistlicher Orden, die ihren Mitgliedern mehr als zwei Gelübde abverlangten; dies lief auf das Verbot der Gesellschaft Jesu hinaus, den einzigen Orden, auf den das zutraf.
Die Reformen brachten Azaña in Konflikt mit traditionell einflussreichen Kreisen in Spanien, vor allem der katholischen Kirche und der spanischen Armee, die denn auch gegen ihn und die Zweite Republik konspirierten. Azaña tat indessen wenig, um die Gemüter zu beruhigen, vielmehr polarisierte er die Stimmung durch unüberlegte Äußerungen weiter – wie derjenigen, dass Spanien aufgehört habe, katholisch zu sein, oder dass die Abschaffung der Ordensschulen ein Akt der politischen Hygiene sei. In dieselbe Richtung geht seine Weigerung, während der Kirchenbrände 1931 die Guardia Civil gegen die Brandstifter einzusetzen.
Nach dem Wahlsieg der Rechtskoalition des Partido Republicano Radical unter Alejandro Lerroux und der Confederación Española de Derechas Autónomas (CEDA) unter José María Gil-Robles y Quiñones wurde er 1933 als Ministerpräsident ersetzt, woraufhin er sich zeitweilig aus der Politik zurückzog, nicht ohne vorher den Staatspräsidenten aufgefordert zu haben, die Wahlen für ungültig zu erklären. 1934 indessen gründete er die Izquierda Republicana (Republikanische Linke, IR), welche aus der Fusion seiner Acción Republicana mit der radikalsozialistischen Partei Marcelino Domingos sowie der Organización Republicana Gallega Autónoma (ORGA) unter Santiago Casares Quiroga entstand. Als sich im selben Jahr die Bergarbeiter Asturiens erhoben, wurde er beschuldigt, diesen Aufstand mit angezettelt zu haben, und vorübergehend auf einem Zerstörer im Hafen von Barcelona festgesetzt.
Als Ende 1935 Neuwahlen ausgerufen wurden, beteiligte sich die IR an der Frente Popular, einem breiten Linksbündnis (Volksfront). Nachdem dieses die Wahlen am 16. Februar 1936 gewonnen hatte, wurde Azaña mit der Regierungsbildung beauftragt. Die Regierung wurde schließlich aus den Reihen der beiden republikanischen Volksfrontparteien IR und UR gebildet und konnte sich auf die Tolerierung durch die übrigen Volksfrontparteien stützen. Am 10. Mai 1936 wurde Azaña stattdessen zum Präsidenten der Republik gewählt, ein Amt, das er während des gesamten, kurz darauf ausgebrochenen, Spanischen Bürgerkriegs hielt. 
Nach dem Fall Kataloniens im Februar 1939 floh Azaña nach Frankreich und trat später auch offiziell von seinem Amt als Präsident zurück. Azaña starb am 3. November 1940 im Exil zu Montauban.